# Базилика Сан-Микеле-Маджоре (Павия)
Базилика Сан-Микеле-Маджоре (итал. Basilica di San Michele Maggiore) — базилика в Павии, одна из самых важных и выдающихся построек ломбардской архитектуры. В алтаре базилики находятся мощи Св. Энодия, епископа Равенны Св. Элевкадия, монаха-отшельника VIII века Св. Альдо.

## История
Бытовало убеждение, что церковь Сан-Микеле была основана Константином I, но достоверно известно лишь то, что она существовала в конце VII века, так как упоминается Павлом Диаконом в связи с событиями 682 г. Он же упоминает церковь в 738 г. Церковь встречается в документе Людовика III 901 года. В базилике Сан-Микеле провозглашались королями Италии Беренгар I — в 888 г., Гуго Арльский — в 926 г., Беренгар II (совместно с сыном Адальбертом) — в 950 г., Генрих II Святой — в 1004-м. После коронации Генриха II жители Павии восстали. В результате восстания в городе случился пожар, в котором церковь была разрушена или сильно повреждена. От старого здания осталась только колокольня X века. Современное здание было построено в конце XI или начале XII века. Последним в базилике Сан-Микеле в 1155 г. короновался Фридрих I Барбаросса. В последующие века здание претерпело множество различных изменений. В 1860 году церковь закрылась на реставрацию, в ходе которой открыли два боковых портала на фасаде, которые были заложены, заделали окно-розу, воссоздали по вскрытым остаткам сдвоенные арочные окна на куполе, счистили штукатурку в интерьере и др. Храм открылся для верующих 4 марта 1876 года.

## Архитектура
Церковь Сан-Микеле — это трехнефная базилика с трансептом. Главный неф заказнчивается хором и полукруглой апсидой. Над средокрестием находится восьмигранный купол на тромпах. Вся базилика перекрыта сводами. Главный неф и хор — нервюрными (XV века), рукава трансепта — цилиндрическими, боковые нефы и галереи над ними — крестовыми. Свод купола — сомкнутый. Хор приподнят на 2 c небольшим метра. Под хором и апсидой находится трехнефная крипта, перекрытая крестовыми сводами на 12 колоннах. Изначально главный неф делился на квадратные секции, которым соответствовали две пары боковых (пример: Базилика Святого Амвросия), но своды были переделаны в XV веке. В церкви находится несколько капелл, устроенных внутри или расширением наружу стен базилики. Здание сложено из камня и кирпича. Фасады (главный и два — трансепта) сделаны из песчаника и доложены сверху кирпичом.
Главный фасад не повторяет очертания разреза здания (обычно для ранней ломбардской романики) и выходит за их границы сверху и по бокам. Четыре составных полуколонны выделяют на фасаде три секции, соответствующие нефам базилики. Внизу каждой секции — перспективный портал с колонками и архивольтами, покрытыми резным растительным и животным орнаментом. Капители колонок покрыты резными фигурками людей и различных мифических чудовищ. На люнетах порталов и над порталами резные горельефы ангелов и святых. Над главным порталом — архангел Михаил, стоящий на поверженном змее. Так же на фасаде вырезаны несколько рядов ленточных фризов с резными горельефами, в настоящее время в значительной степени неразличимыми из-за эрозии камня. Под карнизом главного фасада находится эффектная аркада-галерея, вероятно, первый известный пример такого декора. Переспективные порталы, украшенные резьбой, также находятся на фасаде северного рукава трансепта и рядом с южным трансептом. Южный портал без входа, не уступает по богатству оформления главному. Грани башни над средокрестием декорированы галереей и аркатурой с глубокими нишами, окаймленной поребриком. Такая же галерея под карнизом апсиды стала популярной деталью декора и повторялась на многих церквях, включая даже римскую Санти-Джованни-э-Паоло.